# BAR 004
BAR 004 — болід Формули-1, сконструйований під керівництвом Джефа Вілліса і побудований командою Lucky Strike BAR Honda для участі в чемпіонаті світу сезону 2002 року.

## Історія
Болідом керували Чемпіон світу 1997 року канадець Жак Вільнев та француз Олів'є Паніс. Команда посіла восьме місце в Кубку конструкторів, набравши 7 очок.

## Результати виступів у Формулі-1
| Рік  | Шасі    | Двигун           | Шини | №  | Пілоти  | Австралія | Малайзія | Бразилія | Сан-Марино | Іспанія | Австрія | Монако | Канада | Європейський Союз | Велика Британія | Франція | Німеччина | Угорщина | Бельгія | Італія | США | Японія | Очки | КК |
| ---- | ------- | ---------------- | ---- | -- | ------- | --------- | -------- | -------- | ---------- | ------- | ------- | ------ | ------ | ----------------- | --------------- | ------- | --------- | -------- | ------- | ------ | --- | ------ | ---- | -- |
| 2002 | BAR 004 | Honda RA002E V10 | B    |    |         | АВС       | МАЛ      | БРА      | САН        | ІСП     | АВТ     | МОН    | КАН    | ЄВР               | ВЕЛ             | ФРА     | НІМ       | УГО      | БЕЛ     | ІТА    | США | ЯПО    | 7    | 8  |
| 2002 | BAR 004 | Honda RA002E V10 | B    | 11 | Вільнев | Схід      | 8        | 10       | 7          | 7       | 10      | Схід   | Схід   | 12                | 4               | Схід    | Схід      | Схід     | 8       | 9      | 6   | Схід   | 7    | 8  |
| 2002 | BAR 004 | Honda RA002E V10 | B    | 12 | Паніс   | Схід      | Схід     | Схід     | Схід       | Схід    | Схід    | Схід   | 8      | 9                 | 5               | Схід    | Схід      | 12       | 12      | 6      | 12  | Схід   | 7    | 8  |